# Árnessýsla

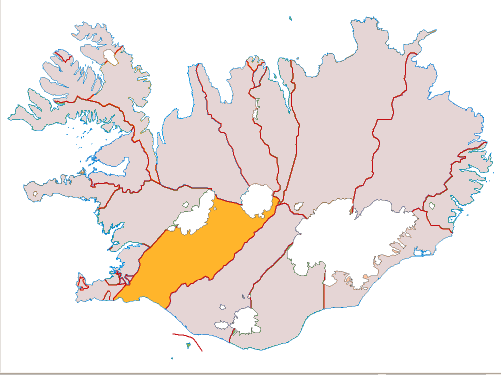
Carte de localisation d'Árnessýsla

Blason du comté d'Árnessýsla

Árnessýsla est un comté islandais, situé dans la région de Suðurland. Ce comté a une superficie de 8 991 km2 et, en 2006, il avait une population de 12 294 habitants.

## Municipalités
Le comté est situé dans la circonscription Suðurkjördæmi et comprend les municipalités suivantes :
- Skeiða- og Gnúpverjahreppur
  - (Gnúpverjahreppur)
  - (Skeiðahreppur)
- Hrunamannahreppur
- Bláskógabyggð
  - (Þingvallahreppur)
  - (Biskupstungnahreppur)
  - (Laugardalshreppur)
- Grímsnes- og Grafningshreppur
  - (Grímsneshreppur)
  - (Grafningshreppur)
- Ölfus
  - (Þorlákshöfn)
- Árborg
  - (Selfoss)
  - (Sandvíkurhreppur)
  - (Eyrarbakkahreppur)
  - (Stokkseyrarhreppur)
- Flóahreppur
  - (Gaulverjabæjarhreppur)
  - (Villingaholtshreppur)
  - (Hraungerðishreppur)
- Hveragerðisbær